# Abby Johnson
Abby Johnson (Rockdale, 10. lipnja 1980.), američka psihologinja i istaknuta pro-life aktivistica, bivša ravnateljica klinike Planiranog roditeljstva u Teksasu. Nakon prisustvovanja pobačaju 13-tjednog fetusa putem ultrazvuka napušta kliniku i postaje protivnicom pobačaja. Autobiografski film Abby Johnson snimljen je prema njezinoj knjizi Neplanirano.
Psihologiju je diplomirala na Teksaškom sveučilištu, a savjetodavnu psihologiju magistrirala na Državnom sveučilištu u Houstonu. Rođena je i odgajana u baptističkoj obitelji. Još kao studentica počela je volontirati za Planirano roditeljstvo, u kojemu je tijekom godina napredovala do mjesta ravanteljice klinike u Bryanu.
Prema vlastitom priznanju prije braka izvršila je dva pobačaja. Udana je i majka sedmero djece. Godine 2012. obratila se na katoličanstvo.